# Nadia Naji
Pour les articles homonymes, voir Naji.
Nadia Naji (Bruxelles, née le 2 février 1992) est une femme politique belge du parti écologiste néerlandophone Groen. Elle est coprésidente de ce parti avec Jeremie Vaneeckhout, de 2022 à 2024.

## Biographie
Nadia Naji, d'origine maroco-algérienne,, a grandi dans une famille francophone dans les environs de Bruxelles. Ses parents, un soudeur marocain et une femme au foyer algérienne, l'ont néanmoins envoyée à une école néerlandophone. Elle a obtenu un bachelier en gestion de la communication à l'Erasmushogeschool de Bruxelles et une maîtrise en études des médias de l'Université d'Anvers. Après ses études, elle a travaillé comme consultante en relations publiques de 2014 à 2017, après quoi elle a commencé à travailler comme rédactrice au sein de la maison de presse néerlandophone bruxelloise BRUZZ en novembre 2017. En mai 2020, Naji a quitté BRUZZ et a commencé à travailler à la Vrije Universiteit Brussel et ce jusqu'en janvier 2021, où elle était responsable du recrutement des étudiants et des relations avec les écoles secondaires.
Le 25 avril 2023, elle se marie discrètement.

## Carrière politique
En 2021, elle décide de se lancer en politique, pour le parti écologiste Groen. De janvier 2021 à avril 2022, elle a été assistante parlementaire d'Arnaud Verstraete et de Juan Benjumea Moreno, membres du Parlement de la région de Bruxelles-Capitale, et en avril 2022, elle a commencé à travailler comme conseillère Santé et Affaires sociales au cabinet d'Elke Van den Brandt, ministre au Gouvernement de la région de Bruxelles-Capitale. Elle est également devenue co-présidente de Groen dans sa commune natale de Molenbeek-Saint-Jean.
Le 23 mars 2022, Meyrem Almaci a annoncé son départ anticipé en tant que présidente de Groen. Le 2 mai 2022, Naji et Jeremie Vaneeckhout se présentent comme candidat à la succession d'Almaci. Ils l'ont fait dans le cadre d'une coprésidence, comme cela se passe chez Ecolo, le parti frère francophone de Groen. Le 11 juin 2022, ils ont été élus déjà au premier tour avec 57 % des voix. Les statuts du parti n'autorisant que la combinaison d'un président et d'un vice-président, Naji a été nommée présidente officielle et Vaneeckhout vice-président officiel. Au sein du parti, cependant, l'accord s'applique selon lequel les deux peuvent agir en tant que coprésidents. Lors du congrès de Groen du 12 mai 2023, leur coprésidence a également été officiellement et statutairement ratifiée.